# Riede und Gewässer bei Mengen und Pfullendorf
Das FFH-Gebiet Riede und Gewässer bei Mengen und Pfullendorf liegt im Süden von Baden-Württemberg und ist Bestandteil des europäischen Schutzgebietsnetzes Natura 2000. Es wurde 2015 durch die Zusammenlegung von drei bereits bestehenden FFH-Gebieten durch das Regierungspräsidium Tübingen ausgewiesen.

## Lage
Das rund 540 Hektar (ha) große Schutzgebiet „Riede und Gewässer bei Mengen und Pfullendorf“ gehört naturräumlich zum Oberschwäbischen Hügelland und den Donau-Ablach-Platten. Die neun Teilgebiete verteilen sich auf die acht Städte und Gemeinden Herdwangen-Schönach, Hohentengen, Mengen, Meßkirch, Ostrach, Pfullendorf, Sigmaringen und Wald.

## Schutzzweck
Wesentlicher Schutzzweck ist die Erhaltung mehrerer, überwiegend als Grünland genutzter Niedermoorkomplexe, kleinflächiger Übergangsmoore und teilweise mit Wald bestockter Streuwiesen sowie drei zwischen Sigmaringen und Meßkirch liegender Höhlen, eines bewaldeten Tals mit Felsen, drei von Wald umgebende Weihern, der Ortslage von Menningen, einer ehemaligen Kiesgrube und eines verlandeten Toteislochs.

### Lebensraumtypen
Folgende Lebensraumtypen nach Anhang I der FFH-Richtlinie kommen im Gebiet vor:
| EU Code | * | Lebensraumtyp (offizielle Bezeichnung)                                                                              | Kurzbezeichnung                                       |
| ------- | - | --- | ----------------------------------------------------- |
| 3130    |   | Oligo- bis mesotrophe stehende Gewässer mit Vegetation der Littorelletea uniflorae und/oder der Isoëto-Nanojuncetea | Nährstoffarme bis mäßig nährstoffreiche Stillgewässer |
| 3150    |   | Natürliche eutrophe Seen mit einer Vegetation des Magnopotamions oder Hydrocharitions                               | Natürliche nährstoffreiche Seen                       |
| 3260    |   | Flüsse der planaren bis montanen Stufe mit Vegetation des Ranunculion fluitantis und des Callitricho-Batrachion     | Fließgewässer mit flutender Wasservegetation          |
| 6210    |   | Naturnahe Kalk-Trockenrasen und deren Verbuschungsstadien (Festuco-Brometalia)                                      | Kalk-Magerrasen                                       |
| 6410    |   | Pfeifengraswiesen auf kalkreichem Boden, torfigen und tonig-schluffigen Böden (Molinion caeruleae)                  | Pfeifengraswiesen                                     |
| 6430    |   | Feuchte Hochstaudenfluren der planaren und montanen bis alpinen Stufe                                               | Feuchte Hochstaudenfluren                             |
| 6510    |   | Magere Flachland-Mähwiesen (Alopecurus pratensis, Sanguisorba officinalis)                                          | Magere Flachland-Mähwiesen                            |
| 7140    |   | Übergangs- und Schwingrasenmoore                                                                                    | Übergangs- und Schwingrasenmoore                      |
| 7230    |   | Kalkreiche Niedermoore                                                                                              | Kalkreiche Niedermoore                                |
| 8210    |   | Kalkfelsen mit Felsspaltenvegetation                                                                                | Kalkfelsen mit Felsspaltenvegetation                  |
| 8310    |   | Nicht touristisch erschlossene Höhlen                                                                               | Höhlen und Balmen                                     |
| 9130    |   | Waldmeister-Buchenwald (Asperulo-Fagetum)                                                                           | Waldmeister-Buchenwald                                |
| 9180    | * | Schlucht- und Hangmischwälder (Tilio-Acerion)                                                                       | Schlucht- und Hangmischwälder                         |
| 91E0    | * | Auen-Wälder mit Alnus glutinosa und Fraxinus excelsior (Alno-Padion, Alnion incanae, Salicion albae)                | Auenwälder mit Erle, Esche, Weide                     |

### Lebensraumklassen
|                                                         |                                                         |  |      |      |
| Nichtwaldgebiete mit hölzernen Pflanzen, Gestrüpp usw.  | Nichtwaldgebiete mit hölzernen Pflanzen, Gestrüpp usw.  |  | 1 %  | 1 %  |
| Laubwald                                                | Laubwald                                                |  | 5 %  | 5 %  |
| Mischwald                                               | Mischwald                                               |  | 17 % | 17 % |
| Nadelwald                                               | Nadelwald                                               |  | 13 % | 13 % |
| feuchtes und mesophiles Grünland                        | feuchtes und mesophiles Grünland                        |  | 27 % | 27 % |
| Binnengewässer, fließend und stehend                    | Binnengewässer, fließend und stehend                    |  | 1 %  | 1 %  |
| Moore, Sümpfe, Uferbewuchs                              | Moore, Sümpfe, Uferbewuchs                              |  | 21 % | 21 % |
| Trockengelegtes Grünland                                | Trockengelegtes Grünland                                |  | 4 %  | 4 %  |
| Heide, Steppe, Trockenrasen                             | Heide, Steppe, Trockenrasen                             |  | 5 %  | 5 %  |
| Binnenlandfelsen, Geröll- und Schutthalden, Sandflächen | Binnenlandfelsen, Geröll- und Schutthalden, Sandflächen |  | 3 %  | 3 %  |
| Anderes Ackerland                                       | Anderes Ackerland                                       |  | 3 %  | 3 %  |
|                                                         |                                                         |  |      |      |

### Arteninventar
Folgende Arten von gemeinschaftlichem Interesse kommen im Gebiet vor:
| Bild                               | EU Code | * | Art                                | wissenschaftlicher Name | Artengruppe           |
| ---------------------------------- | ------- | - | ---------------------------------- | ----------------------- | --------------------- |
| Schmale Windelschnecke             | 1014    |   | Schmale Windelschnecke             | Vertigo angustior       | Schnecken             |
| Heller Wiesenknopf-Ameisenbläuling | 1059    |   | Heller Wiesenknopf-Ameisenbläuling | Maculinea teleius       | Schmetterlinge        |
| Groppe                             | 1163    |   | Groppe                             | Cottus gobio            | Fische und Rundmäuler |
| Kammmolch                          | 1166    |   | Kammmolch                          | Triturus cristatus      | Amphibien             |
| Gelbbauchunke                      | 1193    |   | Gelbbauchunke                      | Bombina variegata       | Amphibien             |
| Großes Mausohr                     | 1324    |   | Großes Mausohr                     | Myotis myotis           | Säugetiere            |
| Biber                              | 1337    |   | Biber                              | Castor fiber            | Säugetiere            |
| Grünes Besenmoos                   | 1381    |   | Grünes Besenmoos                   | Dicranum viride         | Moose                 |
| Sumpf-Glanzkraut                   | 1903    |   | Sumpf-Glanzkraut                   | Liparis loeselii        | Pflanzen              |

## Bedeutung
Die Teilgebiete sind Zeugnis der eiszeitlichen und nacheiszeitlichen Landschaftsentwicklung im anstehenden Weißjura am südlichsten Rand der Schwäbischen Alb mit dem letzten Jura-Ausläufer inmitten von rißkaltzeitlichen Ablagerungen. Charakteristisch sind die heute überwiegend landwirtschaftlich genutzten Bereiche mit Relikten von Niedermoorlebensräumen, wie Pfeifengraswiesen, und Vorkommen des Hellen Wiesenknopfameisen-Bläulings, des Grünen Besenmooses, des Großen Mausohrs, des Kammmolchs und der Gelbbauchunke.

## Geschichte
Das Schutzgebiet entstand 2014/2015 durch die Zusammenfassung der drei ursprünglich an die Europäische Union gemeldeten FFH-Gebiete „Enzkofer Ried und Mengener Riedle“ (7922-341), „Gebiete zwischen Sigmaringen und Meßkirch“ (7920-341) sowie „Ruhestätter Ried, Egelseeried und Taubenried“ (8121-341).

## Zusammenhang mit anderen Schutzgebieten
Mit dem FFH-Gebiet „Riede und Gewässer bei Mengen und Pfullendorf“ sind der „Naturpark Obere Donau“, die Naturschutzgebiete „Egelsee-Ried“ (4.110), „Ruhestetter Ried“ (4.271) und „Taubenried“ (4.288), die Landschaftsschutzgebiete „Enzkofer Ried“ (4.37.037), „Ruhestetter Ried“ (4.37.005 und 4.37.040) und „Taubenried“ (4.37.041) sowie das Vogelschutzgebiet „Baggerseen Krauchenwies/Zielfingen“ (7921-401) als zusammenhängende Schutzgebiete ausgewiesen.